# 五峰亜季
五峰 亜季（いつみね あき、11月9日 - ）は、宝塚歌劇団専科に所属する女役。
大阪府箕面市、雲雀丘学園出身。身長163cm。愛称は「まゆみ」。

## 来歴
1984年、宝塚音楽学校入学。
1986年、宝塚歌劇団に72期生として入団。入団時の成績は8番。星組公演「レビュー交響楽」で初舞台。その後、雪組に配属。
雪組時代はダンサーとして活躍し、2002年11月18日付で専科へと異動。
専科異動後は、コケティッシュな魅力を活かした癖のある女役を多く演じ、各組に特別出演を続けている。

## 主な舞台

### 初舞台
- 1986年3 - 5月、星組『レビュー交響楽』（宝塚大劇場のみ）[2]

### 雪組時代
- 1986年8 - 12月、『三つのワルツ』
- 1987年2月、『誇りたかき愛の詩』（バウホール）
- 1987年5 - 6月、『リプライズ!』（バウホール）
- 1987年9 - 11月、『梨花 王城に舞う』『ザ・レビュースコープ』（宝塚大劇場のみ）
- 1988年2月、『リプライズ!』（日本青年館）
- 1988年7 - 8月、『たまゆらの記』 - 新人公演：瀬田媛（本役：鮎ゆうき）『ダイナモ!』（宝塚大劇場）
- 1988年9月、『大江山花伝』『ザ・レビュースコープ』（全国ツアー）
- 1988年11月、『たまゆらの記』 - 新人公演：瀬田媛（本役：鮎ゆうき）『ダイナモ!』（東京宝塚劇場）
- 1988年12 - 1989年1月、『ツーロンの薔薇』（バウホール）
- 1989年2 - 3月、『ムッシュ・ド・巴里』『ラ・パッション!』（宝塚大劇場）
- 1989年4 - 5月、『イルミネーション・ブラック』（バウホール）
- 1989年6月、『ムッシュ・ド・巴里』『ラ・パッション!』（東京宝塚劇場）
- 1989年8 - 9月、雪組・花組・星組・専科『ベルサイユのばら-アンドレとオスカル編-』（宝塚大劇場のみ）
- 1989年10月、ニューヨーク公演『TAKARAZUKA』（ラジオシティ・ミュージックホール）[6]
- 1990年1 - 2月、『天守に花匂い立つ』『ブライト・ディライト・タイム』（宝塚大劇場）
- 1990年2 - 3月、『ツーロンの薔薇』（日本青年館・名古屋市民会館・バウホール）
- 1990年4月、『天守に花匂い立つ』『ブライト・ディライト・タイム』（東京宝塚劇場）
- 1990年6 - 8月、『黄昏色のハーフムーン』 - 新人公演：クリスティーン（本役：五条まい）『パラダイス・トロピカーナ』（宝塚大劇場）
- 1990年8月、『微笑をもう一度』（バウホール）
- 1990年9月、『天守に花匂い立つ』『ブライト・ディライト・タイム』（全国ツアー）
- 1990年11月、『黄昏色のハーフムーン』 - 新人公演：クリスティーン（本役：五条まい）『パラダイス・トロピカーナ』（東京宝塚劇場）
- 1991年1月、『イルミネーション・ブラック』（日本青年館）
- 1991年2 - 3月、『花幻抄』『恋さわぎ』『スイート・タイフーン』（宝塚大劇場）
- 1991年4 - 5月、『ベルサイユのばら-オスカル・アンドレ編-』（全国ツアー）
- 1991年6月、『花幻抄』『恋さわぎ』『スイート・タイフーン』（東京宝塚劇場）
- 1991年8 - 9月、『華麗なるギャツビー』 - ミニー、新人公演：キャサリン（本役：朝霧舞）『ラバーズ・コンチェルト』（宝塚大劇場）
- 1991年10 - 11月、『スポットライト・マジック』（バウホール）
- 1991年12月、『華麗なるギャツビー』 - ミニー、新人公演：キャサリン（本役：朝霧舞）『ラバーズ・コンチェルト』（東京宝塚劇場）
- 1992年2月、『華麗なるギャツビー』 - ミニー『ラバーズ・コンチェルト』（中日劇場）
- 1992年3 - 5月、『この恋は雲の涯まで』（宝塚大劇場）
- 1992年5 - 6月、『恋人たちの神話』（バウホール） - 星川レイコ
- 1992年7月、『この恋は雲の涯まで』（東京宝塚劇場）
- 1992年11 - 12月、ニューヨーク公演『TAKARAZUKA“夢”』（ジョイスシアター・ドラマシティ）[7]
- 1993年3月、『忠臣蔵』（東京宝塚劇場のみ） - おたか
- 1993年5 - 8月、『天国と地獄』『TAKE OFF』
- 1993年10 - 12月、『ブルボンの封印』『コート・ダジュール』（宝塚大劇場）
- 1994年1月、『ライト&シャドウ』（ドラマシティ） - エミリー
- 1994年3月、『ブルボンの封印』『コート・ダジュール』（東京宝塚劇場）
- 1994年7月、ロンドン公演『花扇抄（美しき日本）』『扉のこちら』『ミリオン・ドリームズ』（コロシアム劇場）[8]
- 1994年8月、花組・雪組『ライド・オン』（バウホール） - スミ子／ヘレン／女博徒
- 1994年9 - 10月、『風に吹かれて』（バウホール） - サリー
- 1994年11 - 1995年3月、『雪之丞変化』『サジタリウス』
- 1995年5 - 8月、『JFK』『バロック千一夜』
- 1995年9 - 10月、『大上海』（バウホール） - 新城洋子
- 1995年11 - 12月、『あかねさす紫の花』『マ・ベル・エトワール』（宝塚大劇場のみ）
- 1996年2 - 3月、『エリザベート』（宝塚大劇場） - 黒天使
- 1996年4 - 5月、『あかねさす紫の花』『マ・ベル・エトワール』（全国ツアー）
- 1996年6月、『エリザベート』（東京宝塚劇場） - 黒天使
- 1996年8 - 12月、『虹のナターシャ』『La Jeunesse!』
- 1997年2月、『虹のナターシャ』『La Jeunesse!』（中日劇場）
- 1997年3 - 5月、『仮面のロマネスク』 - ドラノワ夫人『ゴールデン・デイズ』（宝塚大劇場）
- 1997年5 - 6月、『嵐が丘』（バウホール） - フランセス
- 1997年7月、『仮面のロマネスク』 - ドラノワ夫人『ゴールデン・デイズ』（東京宝塚劇場）
- 1997年9 - 11月、『真夜中のゴースト』 - アネット『レ・シェルバン』（宝塚大劇場のみ）
- 1997年12 - 1998年2月、『春櫻賦』 - 真銭金『LET'S JAZZ』（宝塚大劇場）
- 1998年2 - 3月、『ICARUS-追憶の薔薇を求めて-』（バウホール） - ニコル・フロー
- 1998年4月、『春櫻賦』 - 真銭金『LET'S JAZZ』（帝国劇場）
- 1998年5 - 6月、『風と共に去りぬ』（全国ツアー） - ベル・ワットリング
- 1998年8 - 9月、『浅茅が宿』『ラヴィール』（宝塚大劇場）
- 1998年10 - 11月、『凍てついた明日』（バウホール・日本青年館） - ネル・コーワン
- 1998年11 - 12月、『浅茅が宿』『ラヴィール』（1000days劇場）
- 1999年2月、『浅茅が宿』 - まろや『ラヴィール』（中日劇場）
- 1999年4 - 8月、『再会』 - エマニュエル『ノバ・ボサ・ノバ』 - マダムX
- 1999年9 - 10月、『ICARUS-薔薇の追憶の果てに-』（日本青年館・愛知厚生年金会館） - ニコル・フロー
- 1999年11 - 12月、『バッカスと呼ばれた男』 - アデル『華麗なる千拍子'99』（宝塚大劇場）
- 2000年2 - 3月、『バッカスと呼ばれた男』 - アデル『華麗なる千拍子』（1000days劇場）
- 2000年4 - 5月、『バッカスと呼ばれた男』 - アデル『華麗なる千拍子』（全国ツアー）
- 2000年6 - 7月、ベルリン公演『宝塚 雪・月・花』『サンライズ・タカラヅカ』（フリードリッヒシュタット・パラスト劇場）[9]
- 2000年9 - 10月、『デパートメント・ストア』『凱旋門』 - ケート・ヘグシュトレーム（1000days劇場のみ）
- 2001年2 - 6月、『猛き黄金の国』 - いね／早乙女『パッサージュ』
- 2001年8月、『凱旋門』 - ケート・ヘグシュトレーム『パッサージュ』（博多座）
- 2001年10 - 2002年2月、『愛 燃える』 - 麗妃『Rose Garden』
- 2002年5 - 9月、『追憶のバルセロナ』 - アンジェリカ『ON THE 5th』
- 2002年10 - 11月、『再会』 - エマニュエル『華麗なる千拍子2002』（全国ツアー）

### 専科時代
- 2003年5月、星組『雨に唄えば』（日生劇場） - ゼルダ・サンダース／緑のドレスの女／白のドレスの女
- 2003年11 - 2004年3月、月組『薔薇の封印』 - カッサンドラ／ディ・フラッソ男爵夫人
- 2004年5 - 6月、花組『NAKED CITY』（バウホール・日本青年館） - デーニア・ローザ
- 2004年10 - 11月、宙組『THE LAST PARTY』（バウホール） - AKI／シーラ・グレアム
- 2004年11月、月組『THE LAST PARTY』（バウホール） - AKI／シーラ・グレアム
- 2006年1月、宙組『不滅の恋人たちへ』（バウホール） - ダグー伯爵夫人マリー
- 2006年2月、宙組『THE LAST PARTY』（日本青年館） - AKI／シーラ・グレアム
- 2006年3月、月組『THE LAST PARTY』（東京芸術劇場） - AKI／シーラ・グレアム
- 2006年9 - 12月、雪組『堕天使の涙』 - ジュスティーヌ・ルブラン『タランテラ!』
- 2007年4月、宙組『NEVER SLEEP』（バウホール・日本青年館） - キャロリン・ロススタイン
- 2007年10月、雪組『シルバー・ローズ・クロニクル』（ドラマシティ・日本青年館） - ウルスラ・アンブラス
- 2007年12 - 2008年1月、月組『HOLLYWOOD LOVER』（バウホール・日本青年館） - シーラ・グレアム
- 2008年5 - 6月、雪組『凍てついた明日』（バウホール） - エンマ・パーカー
- 2008年12 - 2009年1月、雪組『カラマーゾフの兄弟』（ドラマシティ・赤坂ACTシアター） - イワンの幻覚
- 2009年7 - 10月、雪組『ロシアン・ブルー』 - カテリーナ・コーシュキナ『RIO DE BRAVO!!（リオ デ ブラボー）』
- 2010年2月、月組『HAMLET!!』（バウホール・日本青年館） - ガートルード
- 2010年5 - 8月、宙組『TRAFALGAR（トラファルガー）』 - ジョセフィーヌ
- 2011年4 - 5月、雪組『ニジンスキー-奇跡の舞神-』（バウホール・日本青年館） - タマラ・カルサヴィナ
- 2011年10 - 12月、宙組『クラシコ・イタリアーノ』 - クラウディア・ロレンツォ侯爵夫人
- 2012年7 - 8月、雪組『双曲線上のカルテ』（バウホール・日本青年館） - ロザンナ・マルチーノ
- 2014年3 - 4月、雪組『心中・恋の大和路』（ドラマシティ・日本青年館） - 妙閑
- 2014年6 - 7月、花組『ノクターン-遠い夏の日の記憶-』（バウホール） - ザセーキナ公爵夫人
- 2016年9月、花組『仮面のロマネスク』（全国ツアー） - ローズモンド夫人
- 2017年3 - 4月、花組『仮面のロマネスク』 - ローズモンド夫人『EXCITER!!2017』（全国ツアー）
- 2018年6 - 7月、月組『雨に唄えば』（TBS赤坂ACTシアター） - ドラ・ベイリー
- 2019年1月、月組『Anna Karenina（アンナ・カレーニナ）』（バウホール） - ヴィロンスキー伯爵夫人
- 2021年1 - 2月、花組『NICE WORK IF YOU CAN GET IT』（東京国際フォーラム・梅田芸術劇場） - ミリセント・ウィンター
- 2022年6 - 7月、宙組『カルト・ワイン』（東京建物 Brillia HALL・ドラマシティ） - ミラ・ブランシェット[5]
- 2023年8 - 9月、雪組『双曲線上のカルテ』（ドラマシティ・日本青年館） - ロザンナ・マルチーノ
- 2025年6 - 9月、花組『悪魔城ドラキュラ』 - ジゼル・ブランシェ

## 出演イベント
- 1990年10月、第31回『宝塚舞踊会』
- 1991年9月、『レビュー記念日』
- 1992年5月、'92TMP音楽祭『SONGS IN YOUR HEART』
- 1993年5月、'93TMP音楽祭『青春フォーエバー!』
- 1993年7月、『'93宝塚パリ祭』
- 1993年10月、第34回『宝塚舞踊会』
- 1994年5月、TMPスペシャル『夢まつり宝塚'94』
- 1995年10月、第36回『宝塚舞踊会』
- 1996年10月、第37回『宝塚舞踊会』
- 1997年5月、'97TCAスペシャル『ザ・祭典』
- 1998年5月、'98TCAスペシャル『タカラジェンヌ!』
- 1999年10月、第40回公演記念『宝塚舞踊会』
- 1999年12月、『レビュー・スペシャル'99』
- 2003年6月、TCAスペシャル2003『ディア・グランド・シアター』
- 2003年10月、第44回『宝塚舞踊会』
- 2005年10月、第46回『宝塚舞踊会』
- 2006年10月、第47回『宝塚舞踊会』
- 2007年10月、第48回『宝塚舞踊会』
- 2008年10月、第49回『宝塚舞踊会』
- 2009年11月、第50回記念『宝塚舞踊会』
- 2013年10月、第52回『宝塚舞踊会』
- 2014年4月、宝塚歌劇100周年 夢の祭典『時を奏でるスミレの花たち』
- 2015年9月、第53回『宝塚舞踊会』[10]
- 2016年12 - 2017年1月、『エリザベート TAKARAZUKA20周年 スペシャル・ガラ・コンサート』[注釈 1]
- 2017年10月、第54回『宝塚舞踊会』[11]
- 2019年10月、第55回『宝塚舞踊会〜祝舞御代煌（いわいまうみよのきらめき）〜』[12]
- 2023年10月、第56回『宝塚舞踊会』

## 受賞歴
- 1989年、『宝塚歌劇団年度賞』 - 1988年度努力賞[13]